# Hermagoras (geslacht)
Hermagoras is een geslacht van Phasmatodea uit de familie Phasmatidae. De wetenschappelijke naam van dit geslacht is voor het eerst geldig gepubliceerd in 1875 door Carl Stål.

## Soorten
Het geslacht Hermagoras omvat de volgende soorten:
- Hermagoras cultratolobatus (Brunner von Wattenwyl, 1907)
- Hermagoras foliopeda (Olivier, 1792)
- Hermagoras haematomus (Westwood, 1859)
- Hermagoras hosei Kirby, 1896
- Hermagoras megabeast (Bragg, 2001)
- Hermagoras sigillatus (Brunner von Wattenwyl, 1907)